# Arnoliseus
Arnoliseus är ett släkte av spindlar. Arnoliseus ingår i familjen hoppspindlar.
Kladogram enligt Catalogue of Life:
| Arnoliseus | \| \| Arnoliseus calcarifer \| \| \| \| \| \| Arnoliseus graciosa \| \| \| \| |
|            | \| \| Arnoliseus calcarifer \| \| \| \| \| \| Arnoliseus graciosa \| \| \| \| |
|            | Arnoliseus calcarifer                                                         |
|            |                                                                               |
|            | Arnoliseus graciosa                                                           |
|            |                                                                               |